# Cronologia monarhiei în România

Regii României

## Anii 1851-1860

### 1856
- 18 martie - Tratatul de la Paris. Pe baza acestui tratat se convoacă adunările ad-hoc care hotărăsc unirea principatelor Moldova și Țara Românească (Muntenia) sub conducerea unui principe ereditar străin. Principatele se aflau sub suzeranitate turcă.

### 1859
- 5 ianuarie - Alexandru Ioan Cuza este ales domnitor al Moldovei de către Adunarea ad-hoc a Moldovei.
- 24 ianuarie - Alexandru Ioan Cuza este ales și domnitor al Țării Românești, de către Adunarea ad-hoc a Munteniei. Astfel, românii folosind cu eleganță condițiile vitrege impuse din afară au realizat pragmatic și de facto Unirea Principatelor Române prin alegerea unui singur conducător, militar român de carieră, educat în Franța, luptător român în revoluția din 1848.

## Anii 1861 - 1870

### 1866
- 11 spre 12 februarie - Cuza este înlăturat, formându-se o Locotenență Domnească. Membrii acesteia încep demersurile pentru aducerea unui prinț străin la conducerea Principatelor Unite.
- 30 martie - După ce Filip de Flandra refuză tronul Principatelor, Locotenența Domnească publică o proclamație prin care recomandă alegerea prin plebiscit a lui Carol-Ludovic de Hohenzollern-Sigmaringen ca domn al României cu numele de Carol I.
- 10 mai - Carol I sosește în București. Depune jurământul în fața Parlamentului, devenind principe al României (până la 10 mai 1881, când România devine regat), după care devine rege. Aceasta zi va deveni Sărbătoarea Națională a Regatului României până în 1947.
- 29 iunie - O nouă Constituție, care instituie principiile monarhiei parlamentare, a separării puterilor în stat și a votului cenzitar, este adoptată.

### 1869
- 3 noiembrie - Carol I se căsătorește cu Elisabeta de Neuwied.

### 1870
- 20 august - Se naște Maria, fiica cuplului princiar, care moare de scarlatină în 1874. Carol și Elisabeta nu au mai avut alți copii.

## Anii 1871 - 1880

### 1877
- 4 aprilie - Este semnată, la Bucuresti, convenția militară româno-rusă, prin care Romania permite Rusiei să treacă pe teritoriul său, aceasta fiind nevoită sa respecte integritatea teritorială a țării.
- 12 aprilie - Începe războiul ruso-turc. România permite trecerea trupelor rusești pe teritoriul său. Ca ripostă, turcii bombardează localitățile românesti de la Dunăre.
- 26 aprilie - Românii ripostează, la rândul lor, la Calafat, deschizând foc asupra orașului Vidin, aflat pe malul opus al Dunării.
- 9 mai - Ministrul de externe al României, Mihail Kogălniceanu, citește în Parlament „Declarația de independență a statului român”. După dezbateri, moțiunile au fost votate de ambele camere ale Parlamentului, proclamându-se „independența absolută a României”.[1]
- 10 mai - Celebrarea zilei de 10 mai a fost interzisă pentru prima dată în 1917 de ocupația germană, iar a doua oară de regimul comunist, după abdicarea regelui Mihai din 1947.[2]
- 16 august - Are loc la cartierul imperial rusesc întâlnirea lui Carol cu Țarul Alexandru al II-lea și cu Marele Duce Nicolae. Carol I preia conducerea reunită a trupelor române și ruse. După lupte grele, turcii cer armistițiu.

### 1878
- 19 februarie - Pacea de la San Stefano. Rușii refuză participarea României la tratative, ocupând județele de sud ale Basarabiei, teritoriu românesc.

## Anii 1881 - 1890

### 1881
- 14 martie /26 martie - A fost promulgată legea privind proclamarea Regatului. România ia titlul de Regat, iar domnitorul Carol I, ia titlul de Rege al României. Festivitățile consacrate proclamării regatului au fost amânate pentru 10/22 mai 1881.[1]
- 10 mai /22 mai 1881 - România este proclamată Regat, iar principele Carol I de Hohenzollern-Sigmaringen este încoronat Rege al României.[2]

### 1889
- 19 aprilie – Principele Ferdinand, nepotul Regelui Carol I, sosește în țară ca viitor moștenitor al tronului.

## Anii 1891 - 1900

### 1892
- 29 decembrie - Ferdinand se căsătorește cu Maria de Edinburg, nepoata Reginei Victoria a Marii Britanii.

### 1893
- 15 octombrie - Se naște Carol, viitorul Rege Carol al II-lea, primul fiul Regelui Ferdinand și al Reginei Maria.

După el au mai urmat cinci copii: Elisabeta; viitoare Regină a Greciei, Maria; viitoare Regină a Iugoslaviei, Nicolae, Ileana (cunoscuta ca Maica Alexandra, după ce se călugărește) și Mircea, care avea să moară de febră tifoidă la numai 3 ani, în timpul Primului Război Mondial.

## Anii 1911 - 1920

### 1913
- 27 iunie - România declară război Bulgariei. În urma acestui război, România primește sudul Dobrogei, Cadrilaterul.

### 1914
- 21 iulie - Consiliul de Coroană proclamă neutralitatea României. Regele Carol, deși fidel Puterilor Centrale, se supune în cele din urmă hotărârii Consiliului de Coroană.
- 28 iulie - Începutul Primului Război Mondial. România, ca aliat al Austro-Ungariei și Imperiului German, ar fi trebuit să intre în război alături de Puterile Centrale.
- 27 septembrie - Regele Carol I moare, la 75 de ani, iar după doi ani moare și Regina Elisabeta, soția sa. Principele Ferdinand devine Rege.
- 28 septembrie - Regele Ferdinand I depune jurământul. El promite ca va fi „un bun român”, ceea ce însemna ca nu se va opune intrării în război împotriva Austro-Ungariei și Imperiului German.

### 1916
- 14 august - În Consiliul de Coroană se hotărăște intrarea României în război de partea Antantei. Se declară razboi Austro-Ungariei, iar trupele romăne intră în Transilvania. Riposta Puterilor Centrale este foarte puternică.
- noiembrie - Regele și Guvernul iși mută sediul la Iași. Bucureștiul ca și o bună parte din România este ocupată de trupele germane.

### 1917
- vara anului 1917 - Lupte eroice se dau la Mărășești, Oituz, Mărăști. Trupele române obțin memorabile victorii.
- octombrie - noiembrie - Rusia se retrage din război ca urmare a revoluției bolșevice.

### 1918
- 27 martie - Sfatul Țării de la Chișinău, capitala provinciei ocupate de ruși, Basarabia, proclamă unirea cu Regatul României.
- 24 aprilie - Se semnează pacea parțiala între România și Puterile Centrale. Regele Ferdinand nu a ratificat acest tratat de pace, care a devenit astfel nul.
- 27 august/9 septembrie - Carol al II-lea părăsește unitatea militară din Târgu Neamț (al cărei comandant era) și după patru zile se căsătorește la Odessa cu Ioana Zizi Lambrino. Ferdinand a dispus arestarea lui Carol timp de 75 de zile la mănăstirea Horaița.
- 15 noiembrie - Bucovina, provincie aflată sub ocupație austriacă, se unește cu Regatul României.
- 1 decembrie - Are loc Marea Adunare de la Alba Iulia care proclamă unirea Transilvaniei cu Regatul României. Tratatele de pace încheiate după terminarea Primului Război Mondial aveau să valideze aceste acte.

### 1919
- 1 august - Principele Carol i-a trimis Regelui Ferdinand o declarație scrisă de renunțare la calitatea de principe moștenitor al Coroanei României, după care lui Carol i s-a impus domiciliu forțat la Bistrița. În cele din urmă, în februarie 1920, Carol revine asupra deciziei, căsătoria sa cu Zizi Lambrino fiind anulată.

## Anii 1921 - 1930

### 1921
- 10 martie - Principele Carol se căsătorește cu Elena, Principesă din familia regală a Greciei.
- 25 octombrie - Se naște Mihai, fiul lui Carol și al Elenei, viitorul Rege al României.

### 1922
- 15 octombrie - Regele Ferdinand și Regina Maria sunt încoronați la Catedrala din Alba Iulia ca suverani ai României întregite.

### 1923
- 28 martie - Regele Ferdinand promulgă "Constituția din 1923". Tot în perioada de după război, are loc și reforma agrară promisă de Rege.

### 1926
- 4 ianuarie - În urma plecării Principelui Carol cu amanta sa, Elena Lupescu, la Paris, și a scrisorii acestuia de renunțare pentru a treia oară la tron, Parlamentul Romaniei convocat de Regele Ferdinand îl proclamă pe Mihai moștenitor al tronului României.

### 1927
- 20 iulie - Moare Regele Ferdinand, după numai 13 ani de glorioasă domnie. Mihai devine pentru prima dată Rege, sub oblăduirea Regentei formate din Patriarhul Miron Cristea, Principele Nicolae al României, fratele lui Carol, și George Buzdugan.

### 1930
- 6 iunie - Carol se întoarce în țară, și după două zile este proclamat Rege, cu numele de Carol al II-lea. După scurt timp, revine în România și amanta Regelui.

## Anii 1931 - 1940

### 1932
- 1 noiembrie - Principesa Elena, mama regelui Mihai este nevoită să părăsească România ; se va stabili la Firenze (Italia).

### 1938
- 10 februarie - Regele Carol al II-lea abrogă Constituția Regală din 1923 și instaurează "dictatura regală".

### 1939
- 1 septembrie - Începerea celui de-Al Doilea Război Mondial prin ocuparea aproape simultană a Poloniei de către Germania nazistă și Uniunea Sovietică.

### 1940
- 26 iunie - URSS adresează un ultimatum României prin care cere cedarea Basarabiei. După doua zile România cedează.
- 19-21 august - Tratative româno-bulgare, desfășurate sub presiune hitleristă, prin care România cedează Cadrilaterul.
- 30 august - Dictatul de la Viena. România pierde în favoarea Ungariei Transilvania de Nord-Vest, teritoriu locuit în majoritate de români.
- 5 septembrie - În urma tulburărilor din țară, nefiind capabil să controleze haosul ce se prefigura, Carol al II-lea cedează majoritatea puterilor generalului Antonescu.
- 6 septembrie - Carol al II-lea abdică în favoarea fiului său, Mihai, care devine pentru a doua oara Rege, fără vreun juramânt pe Constituție și fără votul de aprobare al vreunui Parlament, inițial suspendat, redeschis abia mai târziu, în 1946. În aceeași zi, Mihai e încoronat și uns rege de către Patriarhul României Nicodim Munteanu, în Catedrala Patriarhală din București[3]. Mihai domnește a doua oară doar ca rege de drept divin, nu și constituțional. Legal, însă, Mihai nu putea exercita prea multă autoritate, în afara prerogativelor de a fi șeful suprem al Armatei și de a desemna un prim-ministru cu puteri depline[4], numit „Conducător”. Se instaurează statul național-legionar condus de Ion Antonescu și Horia Sima.

## Anii 1941 - 1950

### 1941
- 20-27 ianuarie - Rebeliunea legionară. După înfrângerea legionarilor, se instaurează dictatura militară a lui Ion Antonescu.
- 22 iunie - România intră în război împotriva URSS, alături de Germania.

### 1943
- 1 ianuarie - În mesajul său de Anul Nou, Regele Mihai ia poziție împotriva războiului, ceea ce stârnește furia germanilor.
- 1943 - 1944 - În urma înfrângerilor suferite în Rusia, Regele Mihai, alături de partidele de opoziție, poarta tratative secrete cu reprezentanții Puterilor Aliate.

### 1944
- martie - Trupele rusești (sovietice) intră pe teritoriul României.
- 23 august - În urma refuzului lui Antonescu de a încheia imediat armistițiul cu Aliații, Regele Mihai îl demite și îl arestează, numind apoi un guvern militar condus de generalul Sănătescu și sprijinit de partidele democratice, inclusiv de minusculul partid comunist. În cursul serii, Regele transmite prin radio o proclamație către popor si Armată, prin care cere încetarea ostilităților contra Armatei Roșii si anunță acceptarea armistițiului cu Aliații, însă fără să-l semneze. Urmează lupte grele între români și Aliați, pe de o parte, și germani, pe de altă parte, în urma cărora capitala României este eliberată fără nici un ajutor din partea sovieticilor. Aceștia, odată proclamată încetarea focului de către Rege, ocupă în scurt timp toată România. Armistițiul cu Aliații se va semna la Moscova abia trei săptămâni mai târziu, la 12 septembrie 1944, în termeni impuși aproape în întregime de către Uniunea Sovietică[5]. Lovitura de stat de la 23 august a echivalat, astfel, cu o „capitulare”[6], o „predare necondiționată”[7] în fața sovieticilor.
- 30 august 1944 - Trupele rusești (sovietice) ajung în Bucureștiul eliberat complet de către trupele române.
- 12 septembrie 1944 - Semnarea la Moscova a armistițiului.
- 25 octombrie 1944 - Transilvania este eliberată în întregime chiar în ziua de naștere a Regelui Mihai.
- 2 decembrie 1944 - Sănătescu își dă demisia din funcția de premier. Este numit ca șef al guvernului generalul Nicolae Rădescu.

### 1945
- 6 martie - În urma presiunilor rusești, la putere vine un guvern procomunist, condus de Petru Groza.
- 20 august - Regele Mihai, sprijinit de Iuliu Maniu și de Constantin Brătianu, liderii principalelor partide democratice, cere demisia guvernului procomunist deoarece S.U.A. respectiv Marea Britanie considerau guvernul Groza ca fiind "nereprezentativ". Petru Groza refuză să demisioneze și își continuă activitatea de premier.
- 21 august - Regele Mihai refuză colaborarea cu guvernul procomunist și declanșează "greva regală". Regele încetează a mai promulga actele și legile emise de guvern. Greva va dura pana în ianuarie 1946.
- 8 noiembrie - Cu ocazia onomasticii Regelui, are loc o mare manifestație promonarhistă și anticomunistă. Guvernul procomunist deschide focul și operează nenumărate arestări.

### 1946
- ianuarie - În urma lipsei de suport din partea SUA și a Angliei, Regele înceteaza greva, însă numește în guvern doi membri ai partidelor democratice.
- 19 noiembrie - Alegeri parlamentare. În urma victoriei covârșitoare a democraților lui Maniu și Brătianu, guvernul procomunist falsifică grosolan rezultatele alegerilor.

### 1947
- 29 iulie - 4 noiembrie - În urma unei înscenări, sunt arestați și judecați Iuliu Maniu și alți lideri democrați, personalități politice marcante interbelice. Maniu este condamnat la temniță pe viață, murind în 1955 la închisoarea din Sighet.
- 11 noiembrie - Regele Mihai pleacă la Londra la nunta prințesei Elisabeta a Angliei, actuala suverană britanică, unde caută sprijinul liderilor occidentali pentru acțiunile sale împotriva comuniștilor și sovieticilor. Aici Mihai se logodește cu Ana de Bourbon-Parma, cu care se va căsători un an mai târziu, în exil. Potrivit anumitor „cercuri regaliste românești” citate de Washington Post[8], Regele Mihai „nu a vrut să se întoarcă, dar personalități americane și britanice [prezente la nunta regală] l-au încurajat să o facă”. Mihai a revenit acasă „la sfatul expres al lui Winston Churchill”, care „se spune că l-ar fi sfătuit pe Mihai că "mai presus de orice, un rege trebuie să fie curajos"”. Potrivit propriei sale relatări[9], Regele Mihai n-a avut astfel de intenții de a nu reveni acasă. Unul dintre tablourile aparținând Coroanei României, care se presupune ca ar fi fost scoase din țară de Regele Mihai în noiembrie 1947[10][11][12][13][14], a revenit în patrimoniul național în 2004 ca donație[10][15][16] facută de John Kreuger, fostul soț al fiicei Regelui Mihai, Principesa Irina. Renumitul editorialist Dan Cristian Turturică[17] susține că „Regele nu furase acele tablouri, ele fiindu-i oferite de conducerea comunistă pentru a pleca mai repede din țară”[12]. Comuniștii sperau că Regele Mihai nu se va mai întoarce în țară. Spre surpriza acestora, Regele revine în România pe 20 decembrie, anunțând guvernul și de intențiile sale de a se căsători. Toate acestea duc la precipitarea evenimentelor.

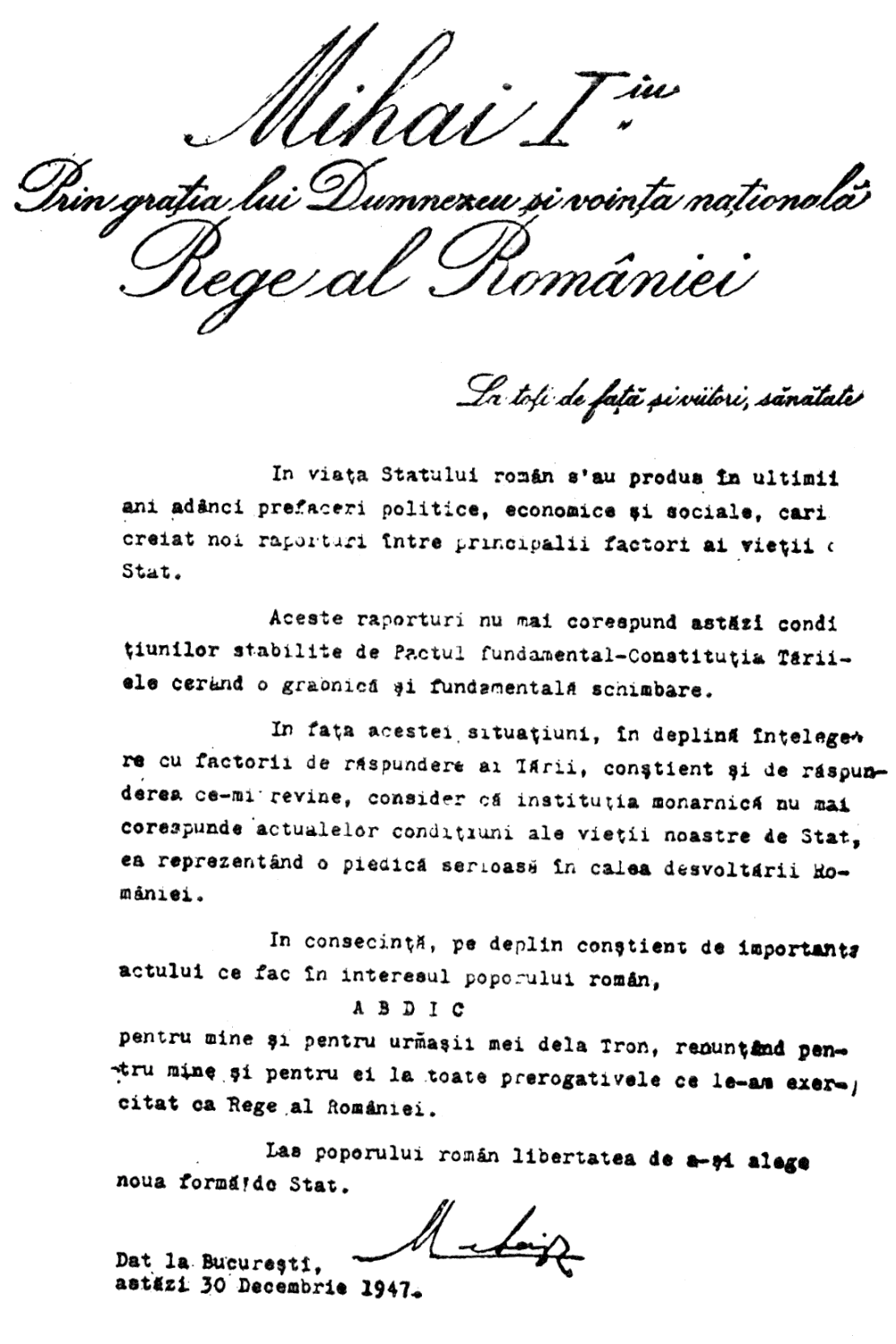
- s:Actul de abdicare a regelui Mihai I

- 30 decembrie - Palatul Regal este înconjurat de unități române fidele comuniștilor (Divizia "Tudor Vladimirescu"). Regele Mihai este nevoit să abdice. Comuniștii proclamă Republica Populară Română. Potrivit autobiografiei fostului șef al serviciului de spionaj sovietic NKVD, generalul maior Pavel Sudoplatov, ministrul adjunct de externe sovietic Andrei Vâșinski ar fi purtat personal negocieri cu Regele Mihai în vederea abdicării, garantându-i o parte dintr-o pensie ce urma să-i fie plătită lui Mihai în Mexic[18]. Unii monarhiști români, pentru care Mihai e rege doar de drept divin, nu și constituțional, deoarece nici n-a jurat pe Constituție, nici n-a fost învestit în funcție de Parlament în a doua sa domnie, consideră abdicarea sa drept nulă, argumentând ca aceasta a fost un act pur constituțional, nu religios, care nu îl poate decădea dintr-o poziție în care a fost pus de către Dumnezeu.

### 1948
- 3 ianuarie - Regele părăsește România cu trenul, alături de mama sa și de câțiva apropiați. Când a părăsit România, valorile financiare ale Regelui Mihai se ridicau la 500.000 franci elvețieni[19], se pare primite de la guvernul comunist, conform transcrierilor sovietice recent declasificate[20][21] ale convorbirilor oficiale dintre Stalin și prim-ministrul român Petru Groza. Regele Mihai a negat de repetate ori în trecut[22] că guvernul comunist i-ar fi permis să ia cu el în exil vreo valoare financiară sau bunuri de valoare în afară de patru automobile personale, încărcate în două vagoane de tren. Totuși, în mod aparent lipsit de griji financiare, în timpul vizitei la New York din martie 1948[23], Mihai și-a permis să meargă la cumpărături pe Fifth Avenue, artera comercială cea mai scumpă din lume[24]. De asemenea, lui Mihai i-a plăcut atât de mult avionul în care a survolat Statuia Libertății, încât s-a gândit că l-ar putea cumpăra[23].
- martie - Regele Mihai declară la Londra că abdicarea sa a fost obținută prin forță și în consecință este nulă. Ca urmare a acestor declarații, guvernul comunist retrage cetățenia română regelui și membrilor familiei regale. Sunt confiscate toate proprietățile regale. Revista americană "Time" susține că lui Mihai i-au trebuit peste două luni de zile pentru a denunța abdicarea, deoarece negociase cu comuniștii recuperarea unor proprietăți din România[25], în ciuda unui articol anterior cum că Bucureștii i-ar fi permis să scoată din țară numai 3.000 de dolari americani, patru automobile si o decorație cu diamante și rubine, acordată de către Stalin[26].

## Anii 1951 - 2005
- 1948 - 1989 - După ce a locuit o vreme în Anglia, Mihai se stabilește în Elveția, la Versoix. De aici va superviza activitatea Comitetului Național Român, principala organizație a exilului român, condusă de către Nicolae Rădescu, fostul prim-ministru al României și ulterior de Constantin Vișoianu, fost ministru de externe. În anii '50 si apoi din nou începând din anii '80, Regele Mihai transmite Mesaje către țară și ține legăturile cu refugiații care vin din România.